# Ceratocaryum caespitosum
Ceratocaryum caespitosum är en gräsväxtart som beskrevs av Hans Peter Linder. Ceratocaryum caespitosum ingår i släktet Ceratocaryum och familjen Restionaceae. Inga underarter finns listade i Catalogue of Life.